# Amy Roko
Amy Roko (Gidá, 1992/1993) é o pseudônimo de uma comediante, rapper e modelo saudita. Ela oculta publicamente sua identidade coberta com um nicabe. É estudante de medicina e vive em Riad. Criando mini vídeos distribuídos através das redes sociais Instagram, Vim e TikTok, onde critica humoristicamente a vida cotidiana na Arábia Saudita. Ela se converteu em uma referência em seu país e no mundo árabe com milhares de seguidores. Em seus vídeos, Amy comenta questões proibidas na sociedade saudita ainda que nunca mencione temas de religião nem política. Trata com humor a condição das mulheres sauditas.

## Infância e educação
Amy Roko nasceu em Gidá, na Arábia Saudita, mas foi criada em Riade (capital do país). Ela é a mais velha de cinco irmãos e credita seu senso de humor aos pais. Ela se formou em ciências médicas.

## Carreira
Amy Roko começou sua carreira humorística durante umas férias de verão, enviando seus mini vídeos a suas amigas para fazê-las rir e distraí-las. Ante o sucesso, decidiu subir os vídeos para as redes sociais.

### Presença on-line
Em março de 2014, Amy Roko começou a postar vídeos no Vine e, mais tarde, no Instagram. Mais tarde, ela mudou para o TikTok. Em 2016, ela começou a ganhar dinheiro com suas contas por meio de negócios com marcas e, em 2018, estava ganhando dinheiro suficiente com as mídias sociais para largar o emprego no hospital. Em maio de 2019, ela acumulou 1,3 milhão de seguidores no Instagram.
Desde seu sucesso nas redes sociais, tem recebido algumas ameaças e algumas pessoas fotografam sua casa, mas ela não considera que estas ameaças sejam "muito graves".
Amy Roko é embaixadora da marca New Balance.

### Televisão
Em 2022, Amy Roko esteve envolvida no reality show da Warner Bros, Dare to Take Risks (Ouse se arriscar). Amy Roko esteve brevemente envolvida com a segunda temporada de Dubai Bling, da Netflix.

### Carreira musical
Amy Roko fez rap em 2020 e postou algumas de suas músicas em seu canal no YouTube. Ela apareceu no videoclipe de estreia da Benefit Cosmetics, "GirlGang!".
Amy Roko lançou seu primeiro single, "Seebee", em 2022. Ela é a Diretora Criativa da Insomnia Records.

## Prêmios
- 2016 - BBC 100 Mulheres;[16]
- 2022 - Estrela da mídia social do Oriente Médio (indicado), People's Choice Awards.[17]

## Vida pessoal
Amy Roko usa hijabe desde os 11 anos e é nicabe desde os 20 anos. Ela não revelou seu nome legal online.
Amy Roko criticou as restrições do governo saudita às mulheres, incluindo a proibição de mulheres motoristas, que foi suspensa em 2018.